# Belgisch kampioenschap triatlon op de sprintafstand
Het Belgisch kampioenschap triatlon op de sprintafstand is een jaarlijks kampioenschap georganiseerd door Belgian Triathlon (Be3) voor triatleten.

## Erelijst

### Heren
| Jaar | Plaats             | Goud                                                                            | Zilver                                                                          | Brons                                                                           |                                                                                 |
| 2006 | Geel               | Peter Croes                                                                     | Axel Zeebroek                                                                   | Jim Thijs                                                                       |                                                                                 |
| 2007 | Bütgenbach         | Simon De Cuyper                                                                 | Lander Dircken                                                                  | Stijn Goris                                                                     |                                                                                 |
| 2008 | Doornik            | Kjell Verleysen                                                                 | Axel Zeebroek                                                                   | Jim Thijs                                                                       |                                                                                 |
| 2009 | Antwerpen          | Kjell Verleysen                                                                 | Michael Rosu                                                                    | Yeray Luxem                                                                     |                                                                                 |
| 2010 | niet georganiseerd | niet georganiseerd                                                              | niet georganiseerd                                                              | niet georganiseerd                                                              |                                                                                 |
| 2011 | niet georganiseerd | niet georganiseerd                                                              | niet georganiseerd                                                              | niet georganiseerd                                                              |                                                                                 |
| 2012 | Doornik            | BK 1/8 triathlon vervangen door een duathlon; geen titel en medailles toegekend | BK 1/8 triathlon vervangen door een duathlon; geen titel en medailles toegekend | BK 1/8 triathlon vervangen door een duathlon; geen titel en medailles toegekend | BK 1/8 triathlon vervangen door een duathlon; geen titel en medailles toegekend |
| 2013 | Lille              | Simon De Cuyper                                                                 | Pieter Heemeryck                                                                | Jelle Geens                                                                     |                                                                                 |
| 2014 | Wuustwezel         | Marten Van Riel                                                                 | Arthur De Jaegher                                                               | Pierre Balty                                                                    |                                                                                 |
| 2015 | Chièvres           | Pieter Heemeryck                                                                | Pierre Balty                                                                    | Erwin Vanderplancke                                                             |                                                                                 |
| 2016 | Gullegem           | Simon De Cuyper                                                                 | Pieter Heemeryck                                                                | Tom Mets                                                                        |                                                                                 |
| 2017 | Vilvoorde          | Simon De Cuyper                                                                 | Alexis Krug                                                                     | Thomas Jurgens                                                                  |                                                                                 |
| 2018 | Vilvoorde          | Tom Suetens                                                                     | Peter Denteneer                                                                 | Arthur De Jaegher                                                               |                                                                                 |
| 2019 | Sint-Laureins      | Jonathan Wayaffe                                                                | Simon De Cuyper                                                                 | Tim Van Hemel                                                                   |                                                                                 |
| 2020 | Viersel            | Christophe De Keyser                                                            | Dries Matthys                                                                   | Jonathan Wayaffe                                                                |                                                                                 |
| 2021 | Eau d'heure        | Simon De Cuyper                                                                 | Peter Denteneer                                                                 | Thomas Guilmot                                                                  |                                                                                 |
| 2022 | Libramont          | Noah Servais                                                                    | Adrien Deharre                                                                  | Simon De Cuyper                                                                 |                                                                                 |
| 2023 | Niet georganiseerd |                                                                                 |                                                                                 |                                                                                 |                                                                                 |
| 2024 | Libramont          | Adrien Deharre                                                                  | Dieter Boeye                                                                    | Ibe Baelde                                                                      |                                                                                 |
| 2025 | Kinrooi            | Giani Vanden Broucke                                                            | Ibe Baelde                                                                      | Jasper Devos                                                                    |                                                                                 |

### Dames
| Jaar | Plaats             | Winnaar                                                                         | 2de                                                                             | 3de                                                                             |                                                                                 |
| 2006 | Geel               | Jessica Mayon                                                                   | Céline Rositano                                                                 | Joke Coysman                                                                    |                                                                                 |
| 2007 | Bütgenbach         | Jessica Mayon                                                                   | Joke Coysman                                                                    | Karolien Geerts                                                                 |                                                                                 |
| 2008 | Doornik            | Céline Rositano                                                                 | Katrien Verstuyft                                                               | Doumic Letot                                                                    |                                                                                 |
| 2009 | Antwerpen          | Katrien Verstuyft                                                               | Joke Coysman                                                                    | Sofie Hooghe                                                                    |                                                                                 |
| 2010 | niet georganiseerd | niet georganiseerd                                                              | niet georganiseerd                                                              | niet georganiseerd                                                              |                                                                                 |
| 2011 | niet georganiseerd | niet georganiseerd                                                              | niet georganiseerd                                                              | niet georganiseerd                                                              |                                                                                 |
| 2012 | Doornik            | BK 1/8 triathlon vervangen door een duathlon; geen titel en medailles toegekend | BK 1/8 triathlon vervangen door een duathlon; geen titel en medailles toegekend | BK 1/8 triathlon vervangen door een duathlon; geen titel en medailles toegekend | BK 1/8 triathlon vervangen door een duathlon; geen titel en medailles toegekend |
| 2013 | Lille              | Sofie Hooghe                                                                    | Claire Michel                                                                   | Charlotte Deldaele                                                              |                                                                                 |
| 2014 | Wuustwezel         | Kirsten Nuyes                                                                   | Lieselot Bossuyt                                                                | Jolien Lewyllie                                                                 |                                                                                 |
| 2015 | Chièvres           | Sara Van de Vel                                                                 | Ine Couckuyt                                                                    | Charlotte Deldaele                                                              |                                                                                 |
| 2016 | Gullegem           | Claire Michel                                                                   | Sofie Hooghe                                                                    | Heleen Adams                                                                    |                                                                                 |
| 2017 | Vilvoorde          | Valerie Barthelemy                                                              | Katrien Verstuyft                                                               | Sofie Hooghe                                                                    |                                                                                 |
| 2018 | Vilvoorde          | Jolien Vermeylen                                                                | Charlotte Deldaele                                                              | Hanne De Vet                                                                    |                                                                                 |
| 2019 | Sint-Laureins      | Laura Swannet                                                                   | Kiara Lenaertz                                                                  | Jolien Vermeylen                                                                |                                                                                 |
| 2020 | Viersel            | Jolien Vermeylen                                                                | Hanne De Vet                                                                    | Laura Swannet                                                                   |                                                                                 |
| 2021 | Eau d'heure        | Katrien Maes                                                                    | Hannelore Willen                                                                | Charlotte Deldaele                                                              |                                                                                 |
| 2022 | Libramont          | Jolien Vermeylen                                                                | Katrien Maes                                                                    | Hanne De Vet                                                                    |                                                                                 |
| 2023 | Niet georganiseerd |                                                                                 |                                                                                 |                                                                                 |                                                                                 |
| 2024 | Libramont          | Hannelore Willen                                                                | Rhune Vansteenkiste                                                             | Odil Wittemans                                                                  |                                                                                 |
| 2025 | Kinrooi            | Hannelore Willen                                                                | Rhune Vansteenkiste                                                             | Lotte Vandekerckhove                                                            |                                                                                 |